# Gare de Barentin
Gare de Barentin vasútállomás Franciaországban, Barentin településen.

## Vasútvonalak
Az állomást az alábbi vasútvonalak érintik:
- Párizs–Le Havre-vasútvonal
- Barentin-Caudebec-en-Caux-vasútvonal

## Kapcsolódó állomások
A vasútállomáshoz az alábbi állomások vannak a legközelebb:
- Gare de Malaunay - Le Houlme
- Gare de Pavilly-Station
- Gare de Rouen-Rive-Droite